# Crossopholis magnicaudatus
Crossopholis magnicaudatus — вид осетроподібних риб родини веслоносових (Polyodontidae). Скам'янілі рештки виду знайдені у відкладеннях формація Грін Рівер у штаті Вайомінг, США. Тіло риби сягало до одного метра завдовжки. Вид існував у еоцені, 52 млн років тому.